# Lijst van burgemeesters van Tubbergen
Dit is een lijst van burgemeesters van de Nederlandse gemeente Tubbergen in de provincie Overijssel.
| Ambtsperiode             | Naam burgemeester                                                               | Partij of stroming | Bijzonderheden                                            |
| ------------------------ | ------------------------------------------------------------------------------- | ------------------ | --------------------------------------------------------- |
| 1811 - 1825              | mr. Louis Johannes Barendtszen                                                  |                    | maire, 1813 schout, 1825 burgemeester                     |
| 1832 - 1844              | Jan Bussemaker Berendszoon                                                      |                    | werd burgemeester van Borne                               |
| 1844 - 1855              | Theodoor Eduard Johannes Schaepman                                              |                    |                                                           |
| 1855 - 1910              | jhr. mr.dr. Lodovicus Ernestus Franciscus Jacobus von Bönninghausen (1828-1910) |                    |                                                           |
| 1910 - 1923              | Leo Petrus Johannes ten Holder                                                  |                    | werd burgemeester van Tull en 't Waal en van Schalkwijk   |
| 1923 - 1940              | Theodorus Cornelis Lucas Luijckx                                                |                    |                                                           |
| 1939 - 1940              | Wilhelmus Johannes Broekhuis                                                    |                    | waarnemend                                                |
| 1940                     | Hendrikus Adriaan Constant Banning                                              |                    | werd burgemeester van Leidschendam                        |
| 1940 - 1941              | jhr. Egon Lodewijk Maria Theresia Jozef von Bönninghausen tot Herinckhave       | NSB                | werd commissaris van de provincie Overijssel              |
| 1941 - 1943              | Franciscus Eduardus van den Berg                                                |                    | waarnemend                                                |
| 1943 - 1945              | Jhr. mr. Ernst Johannes Baptista Maria von Bönninghausen tot Herinckhave        | NSB                |                                                           |
| 1945 - 1946              | Franciscus Eduardus van den Berg                                                |                    | waarnemend                                                |
| 1946 - 1967              | Gerhardus Bernardus Petrus Kolenbrander                                         |                    |                                                           |
| 1967 - 1973              | mr. Lodewijk Paul Hubertus Schepers                                             | KVP                | werd burgemeester van Bunde en Geulle                     |
| 1972                     | Hendrikus Egbertus Maria Schaminée                                              |                    | waarnemend                                                |
| 1973 - 1975              | drs. Gerardus Cornelis Petrus Maria Verdegaal                                   | KVP                | overleed 15 augustus 1975                                 |
| 1975 - 1976              | Joseph Petrus Aloysius Maria van de Sandt                                       |                    | waarnemend                                                |
| 1976 - 1994              | drs. Cornelis Adrianus Smal                                                     | KVP / CDA          | was burgemeester van Gendt                                |
| 1994 - 2000              | mr. Joseph August Marie Leo Houben                                              | CDA                | was burgemeester van Hunsel, werd burgemeester van Raalte |
| 2001 - 2001              | Antonius Wilhelmus Petrus van den Berg                                          | CDA                | waarnemend, was burgemeester van Heino                    |
| 2001 - 2016              | mr. Mervyn Keith Maria Stegers                                                  | CDA                | was wethouder van Den Helder                              |
| 2017 - 2023              | drs. ing. M.A.W. Haverkamp-Wenker                                               | partijloos         | was stadsdeelmanager van Enschede Noord                   |
| 2021 - 2022, 2022 - 2023 | J.H.M. Hermans-Vloedbeld                                                        | VVD                | waarnemend                                                |
| 2023 - heden             | drs. Anko Hedde Postma                                                          | partijloos         | was wethouder van Opsterland                              |